# 666 Weeks Beyond Eternity
666 Weeks Beyond Eternity je druhé kompilační album německé power metalové kapely Freedom Call vydané 27. dubna 2015. První CD je znovu vydané třetí studiové album Eternity, na druhém CD je nová píseň 666 Weeks Beyond Eternity, některé záznamy z koncertního alba Live in Hellvetia, akustické verze písniček a coververze různých interpretů na písničky od Freedom Call.

## Seznam skladeb

### CD 1
| Pořadí         | Název                 | Délka |
| -------------- | --------------------- | ----- |
| 1.             | The Spell             | 0:54  |
| 2.             | The Eyes Of The World | 3:55  |
| 3.             | Flying High           | 4:09  |
| 4.             | Island Of Dreams      | 4:16  |
| 5.             | Bleeding Heart        | 4:58  |
| 6.             | Flame In The Night    | 4:57  |
| 7.             | Metal Invasion        | 6:48  |
| 8.             | Ages Of Power         | 4:41  |
| 9.             | Turn Back Time        | 5:04  |
| 10.            | Warriors              | 4:20  |
| 11.            | Land Of Light         | 3:54  |
| Celková délka: | Celková délka:        | 47:56 |

### CD 2
| Pořadí         | Název                            | Délka |
| -------------- | -------------------------------- | ----- |
| 1.             | 666 Weeks Beyond Eternity        | 4:07  |
| 2.             | Metal Invasion (živě)            | 7:36  |
| 3.             | Warriors (živě)                  | 4:57  |
| 4.             | Land of Light (živě)             | 4:10  |
| 5.             | The Eyes of the World (živě)     | 4:24  |
| 6.             | Metal Invasion                   | 4:16  |
| 7.             | Warriors (akustická verze)       | 4:30  |
| 8.             | Flame in the Night (Power World) | 5:01  |
| 9.             | Land of Light (Neonfly)          | 3:51  |
| 10.            | Warriors (Hannes Braun)          | 3:21  |
| Celková délka: | Celková délka:                   | 46:13 |

## Obsazení
- Chris Bay – zpěv, kytara
- Cédric Dupont – kytara
- Ilker Ersin – baskytara
- Dan Zimmermann – bicí